# Alexander Siloti
Alexander Ilich Siloti ou Ziloti (em russo: Александр Ильич Зилоти; Kharkiv, 9 de outubro de 1863 – 8 de dezembro de 1945) foi um pianista, maestro e compositor russo-ucraniano.

## Biografia

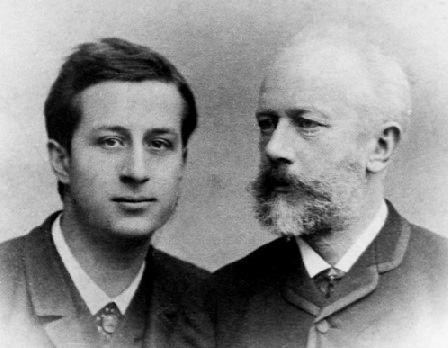
Siloti (à esquerda) com Tchaikovsky

Siloti nasceu na fazenda de seu pai perto de Kharkiv, parte da Ucrânia (então do Império Russo). Estudou piano no Conservatório de Moscou com Nikolai Zverev em 1871, em 1875 com Nikolai Rubinstein; estudou contraponto com Sergei Taneyev, e harmonia com Pyotr Ilyich Tchaikovsky, e teoria com Nikolai Hubert. graduou-se com a Medalha de Ouro em Piano em 1881. Trabalhou com Franz Liszt em Weimar (1883-1886), foi co-fundador da Liszt-Verein, em Leipzig, e aí fez a sua estréia profissional em 19 de Novembro de 1883. Retornou a Moscovo em 1887, ensinou no Conservatório de Moscovo, os seus alunos incluídos Alexander Goldenweiser, Leonid Maximov, e seu primo de Sergei Rachmaninoff.
Neste período começou a trabalhar como editor de Tchaikovsky, sobre o Concerto para Piano No. 1 e Concerto para Piano No. 2.
Deixou o Conservatório, e entre 1892-1900 andou em "tournée" pela Europa, visitou New York, Boston, Cincinnati e Chicago. De 1901-1903, Siloti conduziu a Filarmônica de Moscovo.